# Wińsko
Pour la gmina, voir Wińsko (gmina).
Wińsko est une localité polonaise, siège de la gmina de Wińsko, située dans le powiat de Wołów en voïvodie de Basse-Silésie.

## Histoire
Jusqu'en 1945, Winzig fait partie de l'arrondissement de Wohlau (de) dans le district de Breslau dans la province de Silésie.